# Claudio Miccoli
Claudio Miccoli (Napoli, 3 agosto 1958 – Napoli, 6 ottobre 1978) è stato un ambientalista italiano, morto in seguito all'aggressione avvenuta ad opera di picchiatori neofascisti la sera del 30 settembre 1978 in Piazza Sannazaro a Napoli.

## L'aggressione e la morte
La sera del 30 settembre 1978 Claudio Miccoli, consigliere regionale del WWF campano, si ritrovò ad assistere presso Piazza Sannazaro all'aggressione di un giovane militante comunista da parte di una squadra di neofascisti armati di bastoni. Assistendo allo scompiglio generato dall'aggressione, Miccoli cercò da solo di dirigersi verso un gruppo di quattro neofascisti cercando di riportarli alla ragione. Tuttavia egli fu immediatamente raggiunto da un colpo di bastone alla testa scagliato dal militante di estrema destra Ernesto Nonno, il quale poi infierì sul corpo di Miccoli caduto a terra esanime fracassandogli il cranio. La sera stessa Claudio Miccoli, trasportato in ospedale, entrò in coma. Morì il 6 ottobre 1978, dopo aver espresso la volontà di donare i propri organi.

## Il processo e le condanne
Per l'assassinio di Claudio Miccoli furono fermati 9 imputati tra i neofascisti protagonisti della spedizione punitiva del 30 settembre 1978 a Piazza Sannazaro. Alla fine del processo, durato 30 mesi, furono effettivamente condannati l'autore materiale dell'assassinio, Ernesto Nonno (14 anni di carcere), Pietro Romano (6 anni di carcere, condannato per concorso anomalo in omicidio volontario), Guido Matacena (6 anni di carcere, condannato per concorso anomalo in omicidio volontario). Gli altri 6 imputati dell'aggressione fascista (Rosario Lasdica, Antonio Torre, Giancarlo De Marco, Davide Savino, Antonio Todaro, Antonio Appierto) nel frattempo avevano già scontato la pena o erano stati graziati.

## Curiosità
Claudio Miccoli da giovane creò un fumetto che non riuscì mai a finire. Grazie all'aiuto dell'Associazione Claudio Miccoli e alla Scuola Italiana di Comix, con i fondi della Chiesa Valdese, è stato finanziato un progetto per la realizzazione di un libro uscito nel 2017 "La più bella vittoria - Dieci storie di Nonviolenza... più una". All'interno di quest'ultimo è presente il fumetto creato dallo stesso Claudio Miccoli, oltre ad altri 10 fumetti dedicati ai maggiori esponenti della pace.
In suo onore è stato piantato, al parco Virgiliano di Napoli, un ulivo che lo commemora. Nel rione S.Alfonso, nel quartiere Poggioreale, gli è stata intitolata una strada.